# Schlacht bei Dormans
Die Schlacht bei Dormans fand während des Fünften Hugenottenkriegs am 10. Oktober 1575 bei Dormans, zwischen Trélou-sur-Marne im Westen und Verneuil im Nordosten, statt.

## Geschichte
Beim Anrücken der Truppen zerstörten die Einwohner des südlicher der Marne gelegenen Dormans die hölzerne Brücke über den Fluss, um vor den Soldaten beider Parteien auf der anderen Seite in Sicherheit zu sein.
Den königlichen Truppen unter Henri I. de Lorraine, duc de Guise standen etwa 2000 Reîtres gegenüber, die von den Protestanten und den Malcontents des François-Hercule de Valois, duc d’Alençon rekrutiert worden waren und unter dem Kommando von Guillaume de Montmorency, seigneur de Thoré, standen, dem Bruder des Marschalls François de Montmorency.
Henri de Guise schlug die Protestanten in die Flucht und nahm neben anderen Philippe de Mornay gefangen. Der Sieg wurde allerdings durch die Aktionen des Pfalzgrafen Johann Kasimir von Pfalz-Simmern, mit dem Paris bedroht wurde, zunichtegemacht. Der Fünfte Hugenottenkrieg endete im Mai 1576 mit dem Edikt von Beaulieu.
Henri de Guise wurde im Gefecht aber durch einen Schlag mit einer Arkebuse an der linken Wange verletzt, und danach – wie sein Vater – le Balafré („der Vernarbte“) genannt.